# كاسيك منعزل
كاسيك منعزل (الاسم العلمي: Cacicus solitarius) (بالإنجليزية: Solitary Black Cacique)‏ هو نوع من الطيور يتبع جنس الكاسيك من فصيلة الصفراويات.